# Гранд-Лейк (озеро, Ньюфаундленд и Лабрадор)
Гранд-Лейк (англ. Grand Lake) — озеро, расположенное в западной части острова Ньюфаундленд, в провинции Ньюфаундленд и Лабрадор, Канада. Одно из крупнейших озёр Канады — площадь водной поверхности 358 км², площадь озера вместе с островами — 538 км², крупнейшее озеро на острове и четвёртое по величине озеро в провинции Ньюфаундленд и Лабрадор. Расположено на высоте 85 метров над уровнем моря.
Питание от большого числа рек и ручьёв. Сток в озеро Дир-Лейк через 11-километровый канал Ньюфаундленд, далее через реку Хамбер, Хамбер-Арм в бухту Айлендс. Канал — часть проекта в области гидроэнергетики, осуществлённого в двадцатые годы XX века. Электроэнергия, выработанная ГЭС, используется крупным целлюлозно-бумажным комбинатом в Корнер-Бруке, расположенным в 24 км от озера. Частью проекта является плотина, запершая озеро и контролирующая уровень воды в нём. Острова — крупный остров Гловер площадью 178 км² (не заселён) и более мелкие.